# Navigators/1994
Deze pagina geeft een overzicht van de wielerploeg Navigators in 1994.

## Renners
| Naam             | Geboortedatum | Nationaliteit    | Ploeg 1993          |
| ---------------- | ------------- | ---------------- | ------------------- |
| Allen Hunter     | 04-04-1969    | Verenigde Staten | neoprof             |
| Tom Armstrong    | 17-12-1966    | Verenigde Staten | Scott-BiKyle Flyers |
| Phil Cable       | 31-10-1968    | Verenigde Staten | neoprof             |
| Brian Dykes      | 06-09-1970    | Verenigde Staten | neoprof             |
| William Elliston | 14-10-1969    | Verenigde Staten | neoprof             |
| Rodney Myers     | 07-02-1964    | Verenigde Staten | neoprof             |
| Adam Myerson     | 09-05-1072    | Verenigde Staten | neoprof             |
| Frederick Norton | 08-12-1967    | Verenigde Staten | neoprof             |
| John Seaman      | 14-10-1969    | Verenigde Staten | neoprof             |

1993 · 1994 · 1995 · 1996 · 1997 · 1998 · 1999 · 2000 · 2001 · 2002 · 2003 · 2004 · 2005 · 2006 · 2007